# Lionel Sackville, 1. vévoda z Dorsetu
Lionel Cranfield Sackville, 1. vévoda z Dorsetu (Lionel Cranfield Sackville, 1st Duke of Dorset, 7th Earl of Dorset, 2nd Earl of Middlesex, 7th Baron Buckhurst, 2nd Baron Cranfield) (18. ledna 1688 – 10. října 1765), byl britský státník a dvořan. Jeho vzestup je spojen s nástupem hannoverské dynastie na britský trůn, zastával vysoké funkce u dvora a dvakrát byl místokrálem v Irsku. Byl rytířem Podvazkového řádu a v roce 1720 získal titul vévody.

## Životopis
Pocházel ze starobylého šlechtického rodu Sackville, byl jediným synem nejvyššího komořího 6. hraběte z Dorsetu a jeho druhé manželky Mary Compton (†1691), dcery 3. hraběte z Northamptonu. Po otci zdědil rodové tituly a stal se členem Sněmovny lordů (1706), krátce nato získal vysoké posty, v letech 1708–1712 byl lordem strážcem pěti přístavů a v letech 1708–1713 guvernérem v Doveru. Po smrti královny Anny byl členem diplomatické mise k budoucímu králi Jiřímu I., což předurčilo jeho další kariéru ve službách hannoverské dynastie. V roce 1714 byl jmenován členem Tajné rady, získal Podvazkový řád a stal se komořím Jiřího I. V roce 1720 byl povýšen na vévodu z Dorsetu. Od dvacátých let 18. století zastával správní funkce v hrabství Kent (od roku 1724 do smrti zde byl nejvyšším sudím a v letech 1725–1737 místodržitelem). Jako stoupenec whigů se později stal i členem vlády jako lord nejvyšší hofmistr (1725–1730) a při korunovaci Jiřího II. vykonával funkci lorda korunovačního hofmistra (1727).
V letech 1731–1737 byl místokrálem v Irsku. Do této funkce byl jmenován po úspěšném působení lorda Cartereta, což mu jako politikovi průměrných schopností ztížilo výchozí pozici. Soudobí kritici mu vyčítali, že výkon funkce irského místokrále omezil na velkolepé slavnosti a cesty po Irsku ve zlatém kočáře. Vévoda z Dorsetu se ve fungování irského politického systému zorientoval až po několika letech a paradoxně byl poté odvolán, aby znovu převzal funkci nejvyššího hofmistra (1737–1744). Poté byl prezidentem Tajné rady (1745–1751) a nejvyšším štolbou (1755–1757) a mezitím opět irským místokrálem (1751–1755).
V roce 1708 se oženil s Elizabeth Colyear (1690–1768), dcerou generála Waltera Colyeara, která byla v letech 1723–1731 nejvyšší hofmistryní královny Karolíny. Měli spolu šest dětí, dědicem titulů byl nejstarší syn Charles (1710–1769), druhorozený John Philip (1713–1765) sloužil v armádě a byl členem Dolní sněmovny, nejmladší George (1716–1785) dosáhl v armádě hodnosti generála a později byl ministrem kolonií. Dcery se provdaly do rodin Thynne a Damer.